# آناتولی لارکین
آناتولی لارکین (روسی: Анатолий Иванович Ларкин؛ زاده ۱۴ اکتبر ۱۹۳۲ – درگذشته ۴ اوت ۲۰۰۵) یک فیزیک‌دان در زمینه فیزیک تئوریک اهل ایالات متحده آمریکا بود.